# Eokochia saxicola
Eokochia saxicola är en amarantväxtart som först beskrevs av Giovanni Gussone, och fick sitt nu gällande namn av Helmut E. Freitag och G. Kadereit. Eokochia saxicola ingår i släktet Eokochia och familjen amarantväxter. Inga underarter finns listade i Catalogue of Life.